# Црква Светог цара Константина и царице Јелене у Бистрици
Црква Светог цара Константина и царице Јелене у Бистрици, припада Епархији браничевској Српске православне цркве.
Црква припада делу села Бистрице која представља непокретно културно добро као просторна културно-историјска целина од великог значаја.

## Прошлост
Манастир Ђеринац, обновљен као мирска црква на старим темељима 1937. године, налази се на десној страни реке Бистрице, око два километра узводно од истоименог села. Смештен је у брдовитом пределу, у веома уској долини из које се уздижу местимично доста стрме стране брегова, па изгледа као да се макадамски пут пробија кроз омању клисуру. Река хуком тече преко камења, те то заједно са зеленилом и свежим ваздухом оставља врло пријатан утисак.
Црква је смештена на малом заравњеном простору у брду, педесетак метара повише реке, а само пет метара далеко од окомите стене што се подиже источно од олтара. Грађена је на темељима старе манастирске цркве. У њеној непосредној близини је парохијски дом, но свештеник не живи у њему, већ у селу, где је ближи парохијанима.
У попису из 1467. године помиње се село Бистрица са 3 куће, али не и манастир у његовом атару. Село се налазило у Али-беговом читлуку, који је обухватао више насеља у овом крају, а турски писар је на крају пописа тог читлука забележио три манастира: Свети Никола, Равање и Свети Степан.
Претпоставља се да је Равање било првобитно име Ђеринца. По свему судећи, дато је по називу предела који је у оно време прекривала хајдучка трава, позната и данас у овом крају као раван. Та трава се и сада појављује на необрађиваним површинама са обе стране реке Бистрице. У пореском попису из 1476. године у атару села Бистрица забележен је манастир Ђерна или Горња, Олга Зиројевић, Цркве и манастири Пећке патријаршије до 1683. године. Београд 1984. што се може тумачити и као Ђеринац и као Горњак. Имао је осам монаха, колико није ниједан браничевски манастир у то време, што наводи на помисао да је то пре могао бити Горњак. Али, правог и поузданог решења засад нема.
Турци су порушили Ђеринац најкасније крајем 17. века, јер је већ почетком 18. био у рушевинама Заправо, 1733-1735. године не помињу га егзарси Максим и Јован, описујући стање у тада још живим манастирима Браничева.
Јосиф Веселић је 1861. године затекао зидове манастирске цркве готово до близу свода и у свом тексту о томе записао да се лепо виде и остаци од ћелија.. Да је манастир порушен у неко даље време, односно крајем 15. века, тешко да би зидови цркве били још увек добро очувани, јер је од тада па до Веселићевог доласка прошло више од три и по века.
Но, и после страдања манастира, кад он више није певао, Бистричани, са околним селима су се ту окупљали сваке године на дан Св. Константина и Св. Јелене, а неки су и болеснике доводили. Због тога је један јеромонах тога дана ту долазио, правило читао, воду светио и присутне шкропио. Онда је резао колач, а затим присутни тај дан као заветину веселокупно проведу. Манастирска црква, по његовом мерењу, била је дуга 12,50 а широка 6,20 m, заједно са зидовима. (Њена дужина сада је 15 а ширина 5 m).
Љубомир Јовановић ће почетком 20. века додати да је манастир Ђеринац био ограђен зидовима и да се они још увек добро виде. Становници околних места и даље су се окупљали на дан посвете око рушевина манастира, као у ранијим временима.
Посебну пажњу верника привлачио је свети и лековити извор крај манастира. На његову воду доводили су болеснике, с великом вером у њену исцелитељску моћ. Веровало се да вода посебно добро лечи од грознице и урока. Њена температура, како записује Веселић, кретала се од 28 степени у току дана до 14 степени преко ноћи.
Свети извор је и данас доста посећен и поштован. Налази се тридесетак метара ниже манастира, на самој десној обали реке Бистрице, која извире 5–6 km источно од села испод падина Суморовца. Вода са извора је веома питка. Сама чесма је више пута обнављана, а последњи око 1978. године. Обновитељ је Живота Васић из Бистрице, што сазнајемо из текста уклесаног на каменој плочи у којем се каже да је то учинио у част Свете Јелене а за своје здравље и своје породице и за покој душе својих родитеља. Уоколо били рудници и ливнице. Као и други манастири у средњовековној жупи Ждрело и Ђеринац се налазио у крају где су били рудници, топионице и ковачнице. Повише манастира било је рударско окно и тај део се у другој половини 19. века још увек звао Мајдан, док је лево од пута ка селу Ждрелу предео Вигњевиште, што значи да је ту некада била ливница или ковачница. Највећи број манастира у ждрелској жупи саграђен је управо на просторима где су вађене и прерађиване руде, што говори о густој насељености ове жупе у време српске средњовековне државе. Турци ће доцније све те руднике и топионице запустити, па ће и ови крајеви добрим делом опустети.
После обнављања манастир је претворен у мирску цркву, која је парохијални храм Бистрице, Малог Лаола и Стамнице. Њен живопис је урадио Бистричанин Љубисав Гајић. Црква је 1992. године постала метох манастира Витовнице решењем епископа браничевског, чиме је на одређени начин добила и статус манастира.
Лево од улаза у цркву је гроб свештеника Чедомира Н. Кујунџије (1907—1944), свештеника бистричког и малолаолског, покретача идеје о обнови Ђеринца и предводника у том великом послу. На црквеном дому смештеном у северном делу дворишта, а саграђеном 1976. године, постављена је спомен плоча дугогодишњем свештенику ове цркве Томиславу Митићу (1936—2003), који је овде свештениковао скоро пола века.